# (10651) van Linschoten
(10651) van Linschoten (4522 P-L) – planetoida z grupy pasa głównego asteroid okrążająca Słońce w ciągu 4,53 lat w średniej odległości 2,73 j.a. Odkryta 24 września 1960 roku.